# Епархия Абы
Епархия Абы (лат. Dioecesis Abana) — епархия Римско-Католической церкви c центром в городе Аба, Нигерия. Епархия Абы входит в митрополию Оверри. Кафедральным собором епархии Абы является церковь Христа Царя.

## История
2 апреля 1990 года Римский папа Иоанн Павел II издал буллу Praeteritis quidem, которой учредил епархию Абы, выделив её из епархии Умуахиа.

## Ординарии епархии
- епископ Vincent Valentine Egwuchukwu Ezeonyia (2.04.1990 — 8 .02.2015, до смерти);
  - Sede vacante (2015—2019);
- епископ Augustine Ndubueze Echema (2.12.2019 — по настоящее время).

## Источник
- Annuario Pontificio,  Libreria Editrice Vaticana, Città del Vaticano, 2003, ISBN 88-209-7422-3
- Булла Praeteritis quidem  (лат.)